# Jakub Řezníček
Jakub Řezníček (* 26. května 1988 Příbram) je český profesionální fotbalista, který hraje na pozici útočníka za český klub FK Příbram. Mimo Česko působil na klubové úrovni na Slovensku a v Belgii.
Jeho mladším bratrem je fotbalový brankář Martin Jedlička.

## Klubová kariéra

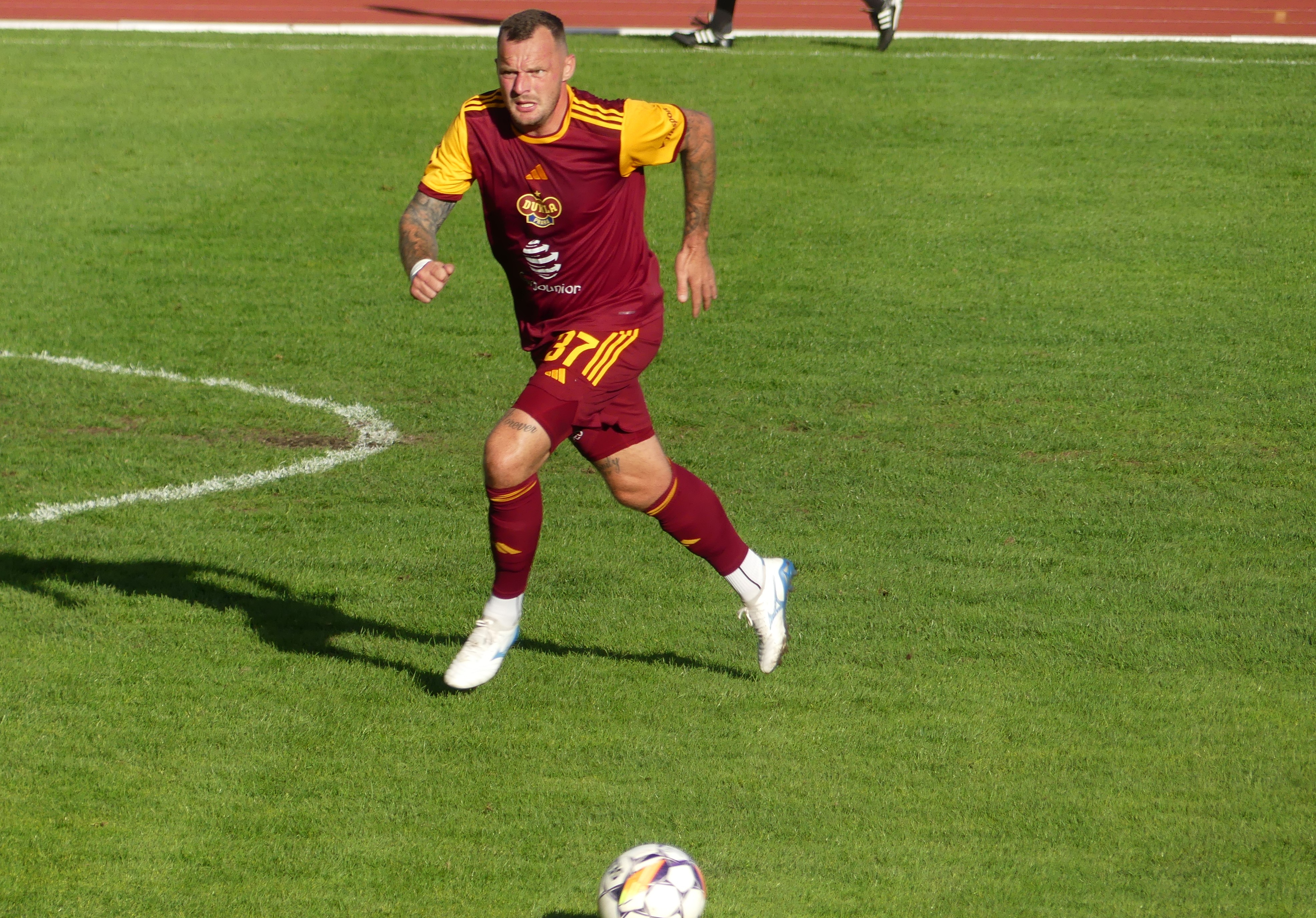
Jakub Řezníček v zápase 2. kola MOL CUPu v Ústí nad Orlicí (r. 2024)

Svoji fotbalovou kariéru začal v Příbrami, kde prošel všemi mládežnickými kategoriemi.

### 1. FK Příbram
V 1. české fotbalové lize debutoval v ligovém utkání 11. 3. 2007 proti SK Kladno (remíza 0:0), když v 85. minutě vystřídal Emila Rilkeho. Během jedné sezony nastoupil k 6 střetnutím, ve kterých se gólově neprosadil.

### FK Mladá Boleslav
V roce 2007 přestoupil do Mladé Boleslavi. Od jarní části ročníku 2011/12 působil na hostování v jiných klubech. V létě 2015 mužstvo opustil. Za tým odehrál 75 utkání a 15x rozvlnil síť. Za celek nastoupil také v předkolech Evropské ligy a českém Superpoháru.

### MFK Ružomberok (hostování)
V průběhu podzimní části ročníku 2009/10 odešel na půlroční hostování do slovenského Ružomberku, který se pro hráče stal prvním zahraničním angažmá. Za tým odehrál dohromady během svého působení 9 utkání a vstřelil 1 gól.

### SK Dynamo České Budějovice (hostování)
V lednu 2012 zamířil hostovat do Dynama České Budějovice. V květnu 2013 mu bylo kvůli disciplinárním přestupkům a zdravotním problémům hostování v Českých Budějovicích ukončeno. Odehrál zde celkem 35 ligových zápasů a vsítil 5 branek.

### 1. FK Příbram (hostování)
V létě 2013 se vrátil na roční hostování do Příbrami. První branku ve svém staronovém angažmá vsítil 22. února 2014 proti Bohemians 1905, šlo o vítězný gól (konečný výsledek 1:0). Na začátku jarní části sezony 2013/14 nabral výtečnou formu, v pěti zápasech vstřelil tři góly. V červenci 2014 prodloužil hostování o rok, ale v únoru 2015 odešel hostovat do Sparty. Celkem za tým odehrál 42 zápasů, ve kterých vstřelil 16 gólů.

### AC Sparta Praha (hostování)
V únoru 2015 odešel hostovat do Sparty Praha. Poprvé za Spartu skóroval v soutěžním utkání 17. března 2015 v Poháru FAČR proti Jablonci (výhra 2:1), vstřelil úvodní gól. V 8 ligových střetnutích gól nedal.

### FC Zbrojovka Brno
Před sezonou 2015/16 zamířil na přestup do Zbrojovky Brno. Ročník 2015/16 byl zatím jeho nejlepším v kariéře, ve 29 prvoligových startech vstřelil 13 branek. V klubu působil i v sezoně 2016/17, ve 29 prvoligových startech vstřelil 7 branek.
Po sezoně 2020/21 přestoupil znovu do Brna, které právě sestoupilo do 2. ligy. V ročníku 2021/22 se s 18 góly stal králem střelců 2. ligy a pomohl tak týmu k 1. místu a návratu do 1. ligy.
V prvoligové sezóně 2022/23 odehrál 35 zápasů, vstřelil 19 branek a zaznamenal 3 asistence, čímž se zastavil na 98 prvoligových trefách a chybělo mu vstřelit dva góly, aby se dostal do klubu ligových kanonýrů. Dlouho se držel na pozici nejlepšího střelce ligy, jenže jej na konci sezóny předběhl dvacetigólový Václav Jurečka. Jeho výkony však nestačily k udržení prvoligového prvenství, a tak spadl se Zbrojovkou zpět do druhé ligy.
Po sestupu Zbrojovky dostal několik nabídek od prvoligových klubů, které však odmítl. Rozhodl se setrvat v klubu a dostat jej zpět do první ligy.

### FC Viktoria Plzeň
Krátce po skončení sezony 2016/17 přestoupil do Viktorie Plzeň. Zde hrál jen několik měsíců, od ledna 2018 zamířil na hostování do Olomouce. V sezoně 2018/19 hrál opět za Plzeň.

### KSC Lokeren
Na jaře 2019 hostoval v Lokerenu, za nějž vstřelil jeden gól v belgické lize.

### FK Teplice
V sezonách 2019/20 a 2020/21 byl hráčem Teplic, za něž vstřelil 13 gólů ve 43 zápasech.

## Reprezentační kariéra
Jakub Řezníček nastupoval za mládežnické výběry České republiky od kategorie 18 let.

### Reprezentační góly a zápasy
Góly Jakuba Řezníčka v české reprezentaci do 21 let
| Gól | Datum       | Stadion              | Soupeř      | Skóre (min.) | Výsledek | Soutěž           |
| --- | ----------- | -------------------- | ----------- | ------------ | -------- | ---------------- |
| 010 | 19. 8. 2008 | Cantanh, Portugalsko | Portugalsko | 02:30 (66.)  | 2:3      | přátelské utkání |

Zápasy Jakuba Řezníčka v české reprezentaci do 21 let
| Rok    | Zápasy | Góly |
| ------ | ------ | ---- |
| 2008   | 4      | 1    |
| Celkem | 4      | 1    |